# La Violencia
La Violencia (spanisch für „Die Gewalt“) bezeichnet den gewaltsamen Konflikt zwischen der liberalen Partei (Partido Liberal Colombiano) und der konservativen Partei Kolumbiens (Partido Conservador Colombiano), der von 1948 bis etwa 1958 dauerte.

## Ursprünge
Die Ermordung des populären Präsidentschaftskandidaten Jorge Eliécer Gaitán  1948 löste schwere Unruhen in der Hauptstadt Bogotá, den sogenannten Bogotazo, aus. Diese Unruhen breiteten sich auch auf ländlichere Gebiete aus. Bis 1958 starben infolgedessen zwischen 180.000 und 300.000 Kolumbianer.
Einige Historiker datieren den Konflikt anders. Sie argumentieren, der Konflikt habe bereits 1946 begonnen, als die Konservativen wieder an die Macht kamen. Dadurch habe auf lokaler Ebene die Führung der Polizei und der Stadträte gewechselt, was konservative Grundbesitzer ermutigt habe, liberalen Bauern Land wegzunehmen und so zu einem neuen Zyklus der Gewalt zwischen den beiden Parteien geführt habe.

## Entwicklung
Während La Violencia organisierten Mitglieder der liberalen wie der kommunistischen Partei Selbstverteidigungsgruppen und Guerillaeinheiten, die gegen die Einheiten der konservativen Partei wie auch gegeneinander kämpften. Im Laufe der Auseinandersetzungen wurden 1949 die sogenannten „unabhängigen Republiken“ (repúblicas independientes) von der Kommunistischen Partei Kolumbiens sowie liberalen und radikalen Bauern in Teilen des Landes gegründet. Aus den kommunistischen Selbstverteidigungsgruppen ging später die FARC hervor.

## Ende
Trotz der 1953 vom neu angetretenen General Gustavo Rojas Pinilla verkündeten Amnestie demobilisierten Teile dieser Gruppen nicht. Nachdem Rojas 1958 aus seinem Amt entfernt wurde, einigten sich die Liberalen und die Konservativen, die Macht zu teilen („Nationale Front“).